# Sirr-i-Akbar
O Sirr-i-Akbar ( em persa: سرِ اکبر‎ , "O Maior Mistério" ou "O Maior Segredo") é uma versão das Upanixades de autoria do xázada mogol Dara Xucô, traduzido do sânscrito para o persa, c. 1657. Após anos de aprendizado sufi, Dara Xucô procurou descobrir uma linguagem mística comum entre o Islã e o hinduísmo, afirmando corajosamente que o Kitab al-Maknun, ou "Livro Oculto", mencionado no Alcorão ([Alcorão 56:78]) não é outro senão as Upanixades.

## Fundo
Durante seu reinado, o imperador mogol Aquebar contratou seu escritório de tradução, Maktab Khana, para começar a traduzir as Upanixades do sânscrito para o persa em um esforço para "formar uma base para uma busca unida pela verdade" e "permitir que as pessoas entendam o verdadeiro espírito de sua religião". Em sua juventude, o xázada Dara Xucô exibiu um profundo fascínio pelo misticismo, levando-o a passar grande parte de sua vida em pesquisa e estudo. Após uma tutela espiritual do santo sufi qadiri, Miã Mir, Dara publicou um compêndio hagiográfico das vidas de vários santos islâmicos. Depois de encontrar um santo dármico-gnóstico, Baba Lal Dayal, os interesses de Dara Xucô se estenderam ao pensamento místico local da tradição vedântica, ao mesmo tempo em que fez amizade com hindus, cristãos e siques, incluindo o sétimo guru sique, Guru Har Rai, e o poeta místico-ateu nascido na Armênia, Sarmad Kashani.

## Legado
Mais de um século após a execução de Dara Xucô, o Sirr-i-Akbar foi traduzido para uma mistura de latim, grego e persa pelo indologista viajante francês Abraham Hyacinthe Anquetil-Duperron em 1796, intitulando sua versão de Oupnek'hat ou a Upanischada. A tradução foi então publicada em Estrasburgo, c. 1801–1802, e representou a primeira tradução para a língua europeia de um importante texto hindu, ao mesmo tempo em que causou um renascimento nos estudos upanixádicos na Índia. Na primavera de 1814, a tradução latina de Anquetil-Duperron chamou a atenção do filósofo alemão Arthur Schopenhauer, que anunciou o antigo texto em dois de seus livros, O Mundo como Vontade e Representação (1819) e Parerga e Paralipomena (1851), afirmando:

"De cada frase surgem pensamentos profundos originais e sublimes, e um espírito elevado, santo e sincero permeia o todo. Em todo o mundo não há estudo tão benéfico e tão elevado como o das Upanixades. Tem sido o consolo da minha vida. Será o consolo da minha morte. [...] Elas estão destinadas, mais cedo ou mais tarde, a se tornar a fé do povo."
O impacto das Upanixades nos filósofos idealistas alemães, como Schopenhauer e seu contemporâneo Friedrich Wilhelm Joseph Schelling, ecoou nos Estados Unidos com os transcendentalistas. Membros do movimento como Emerson e Thoreau abraçaram vários aspectos da Naturphilosophie inventada por Schelling, juntamente com o misticismo exótico encontrado nas Upanixades. O elogio desses americanos espalhou ainda mais a fama dos Upanixades em todo o mundo ocidental. O poeta irlandês W. B. Yeats leu a versão Anquetil-Duperron do Sirr-i-Akbar e achou a tradução latinizada sublime e inacessível; depois de conhecer Shri Purohit Swami, Yeats se esforçou para colaborar com ele na tradução dos Upanixades para o inglês comum, resultando em sua versão: The Ten Principal Upanishads, publicada em 1938.
No livro The Argumentative Indian, o economista indiano Amartya Sen observa que o erudito-filólogo anglo-galês William Jones (que é creditado por cunhar o termo "indo-europeu") leu as Upanixades pela primeira vez por meio do Sirr-i-Akbar.